# Bikuben
 Ikke at forveksle med Sparekassen Den lille Bikube.
Bikuben (eller Sparekassen Bikuben) var en dansk sparekasse. Bikuben blev stiftet i København 3. marts 1857. Bikuben fusionerede i 1995 med GiroBank A/S og blev til BG Bank A/S.
Oprettelsen blev godkendt af Kong Frederik den Syvende ved kongelig konfirmation den 19. juni 1857 på Jægerspris Slot. Bikuben blev i konfirmationen omtalt som en "Sparre- og Præmie-, samt Børne- og Alderdomsforsørgelsesforening".
Sparekassen var i mange år en ren københavns sparekasse men blev landsdækkende gennem fusioner med en række mindre pengeinstitutter.
Bikuben var en selvejende institution indtil den i 1989 blev omdannet til et A/S.
Sparekassen Bikuben oprettede i 1969 Bikubens Boligfond, der i 1973 ændrede navn til Boligfonden Bikuben. Fonden har i dag til formål at fremme kvalitet og produktivitet i dansk byggeri. Fonden ejer sammen med fonden Realdania Kuben A/S.

## Ekstern henvisning
- Boligfonden Bikubens hjemmeside
- Boligfonden Bikubens og Kuben A/S' historie (Webside ikke længere tilgængelig)